# 弗蘭斯科

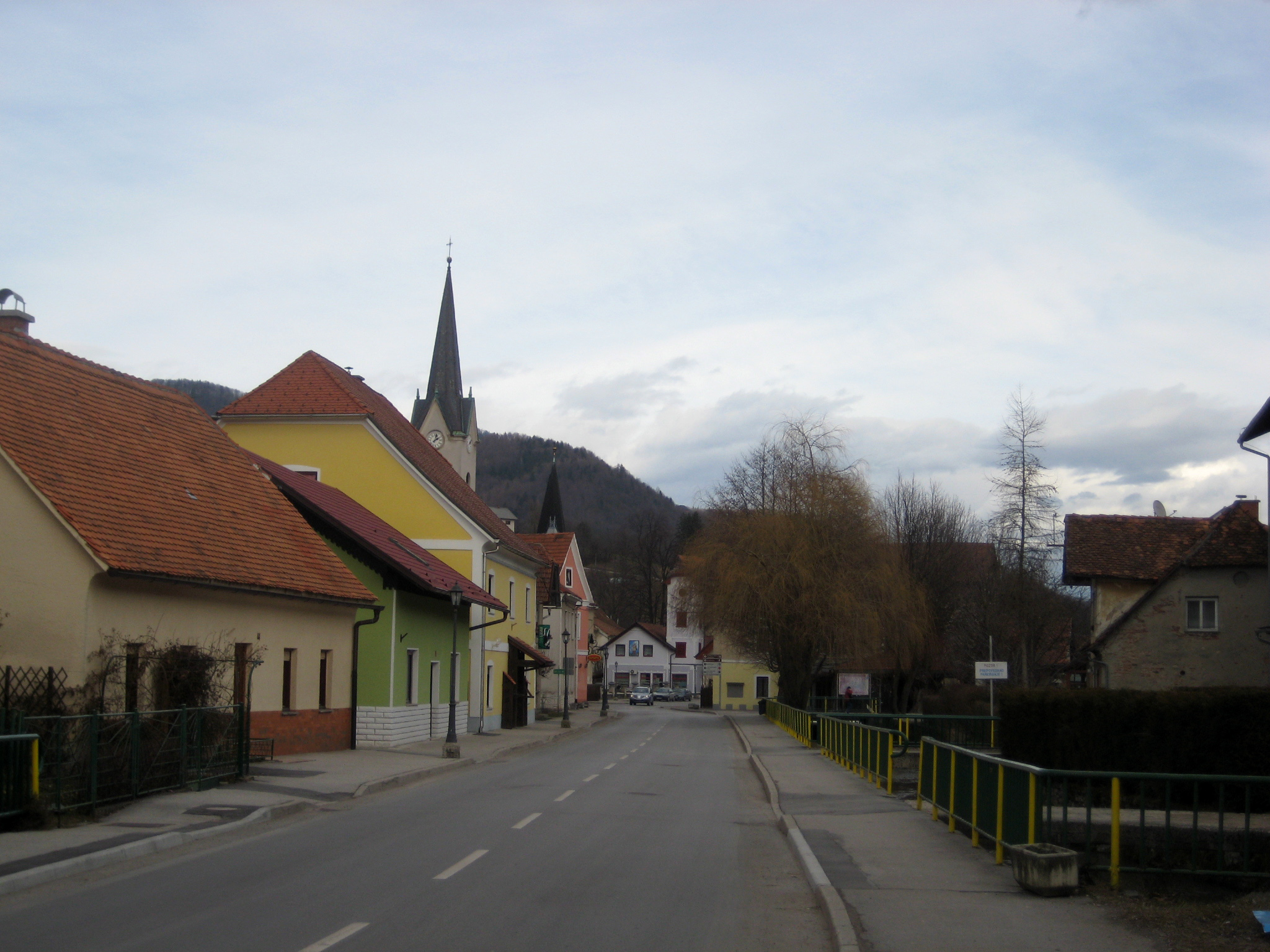
弗蘭斯科

弗蘭斯科是斯洛文尼亞中部弗蘭斯科市鎮的城鎮及行政中心。城镇面積为3.09平方公里，2019年人口数量为808人。

## 外部連結
- 维基共享资源上的相關多媒體資源：弗蘭斯科
- 弗蘭斯科市鎮官方网站 （页面存档备份，存于） （斯洛文尼亚文）
- Municipality of Vransko on Geopedia （页面存档备份，存于）